# Редовне линије Саут африкан ервејза
Ово је списак свих одредишта до којих Јужноафричка Република авио-компанија Саут Африкан ервејз лети на својим редовним линијама.

## Азија

### Источна Азија
- Кина
  - Народна Република Кина
    - Хонгконг

## Африка

### Западна Африка
- Обала Слоноваче
  - Абиџан

- Гана
  - Акра

- Нигерија
  - Лагос

- Сенегал
  - Дакар

### Средња Африка
- Ангола
  - Луанда

- Демократска Република Конго
  - Киншаса

### Источна Африка
- Замбија
  - Ливигстон
  - Лусака

- Зимбабве
  - Викторијини водопади
  - Хараре

- Кенија
  - Најроби

- Малави
  - Блантајр
  - Лилонгве

- Маурицијус
  - Порт Луј

- Мозамбик
  - Мапуто

- Танзанија
  - Дар ес Салам
  - Килиманџаро

- Уганда
  - Кампала (Аеродром Ентебе)

### Јужна Африка
- Јужноафричка Република
  - Дурбан
  - Источна Лондон
  - Јоханезбург - база
  - Кејптаун - база
  - Порт Елизабет

- Намибија
  - Виндхук

## Европа
- Немачка
  - Минхен (Аеродром Јозеф Штраус)
  - Франкфурт

- Уједињено Краљевство
  - Лондон (Аеродром Хитроу)

## Јужна Америка
- Бразил
  - Сао Пауло

## Океанија
- Аустралија
  - Перт

## Северна Америка
- Сједињене Америчке Државе
  - Вашингтон
  - Њујорк (Аеродром Џон Ф. Кенеди)